# Сельчі
Сельчі (італ. Selci) — муніципалітет в Італії, у регіоні Лаціо,  провінція Рієті.
Сельчі розташоване на відстані близько 50 км на північ від Рима, 23 км на південний захід від Рієті.
Населення — 1116 осіб (2014).

## Демографія
Населення за роками:

Станом на 1 січня 2023 року в муніципалітеті офіційно проживало 98 іноземців з 21 країни, серед них 52 громадяни країн Євросоюзу та 1 громадянин України.

## Сусідні муніципалітети
- Канталупо-ін-Сабіна
- Форано
- Тарано
- Торрі-ін-Сабіна